# Tropische cycloon

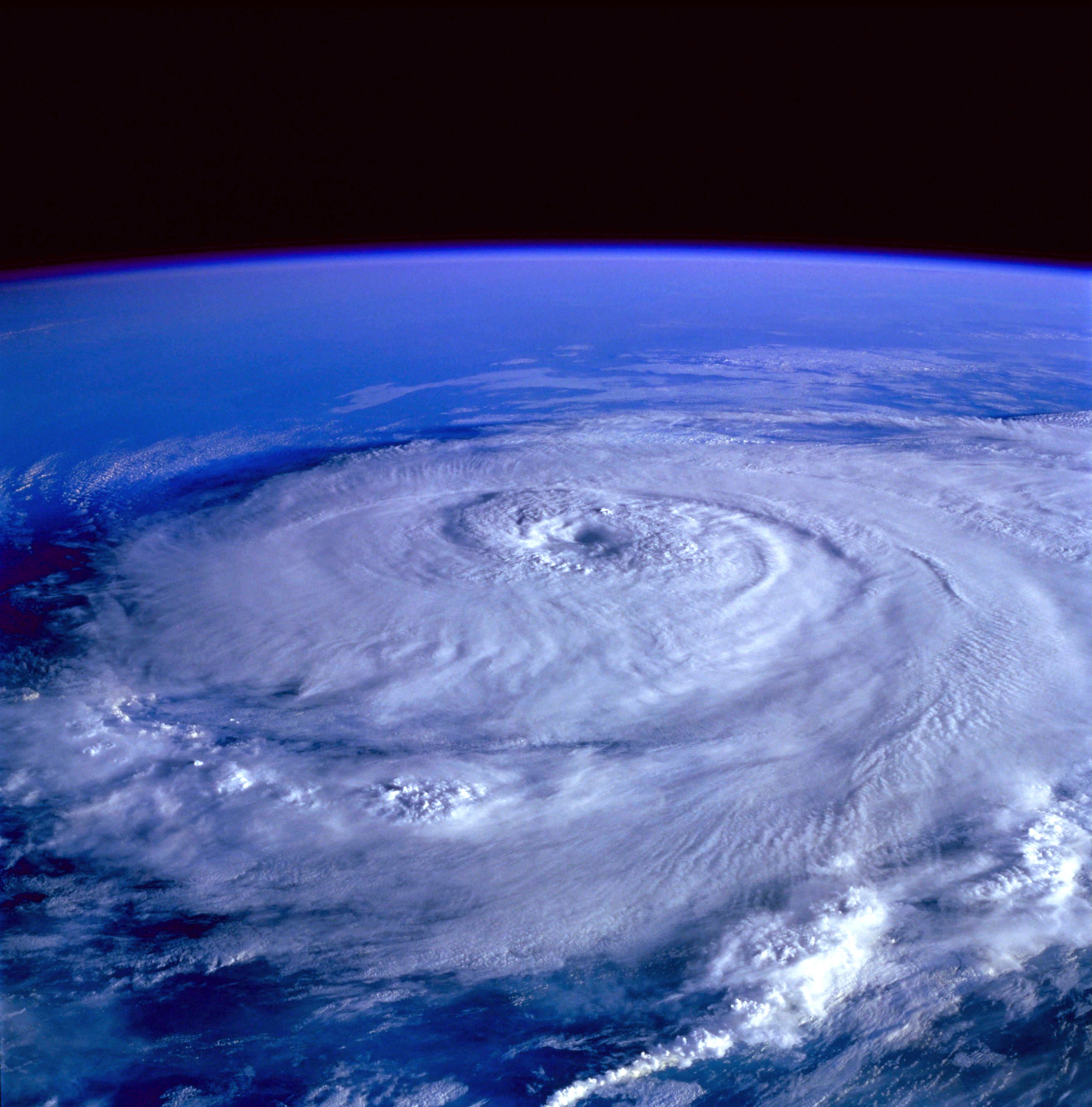
Orkaan Elena, Golf van Mexico, 1 september 1985 (foto: NASA)

Een tropische cycloon, ook wel orkaan, cycloon, tyfoon of taifoen, is een tropische storm waarvan de windsnelheden de orkaandrempel, windkracht 12, overschrijden. Dat houdt in dat er windsnelheden voorkomen van meer dan 63 knopen, ongeveer 117 kilometer per uur. Een storm zonder tropische kenmerken, die de orkaandrempel overschrijdt, heet een (extra-tropische) storm met orkaankracht.
Tropische cyclonen kunnen ontstaan in de tropen en subtropen tot ongeveer de 35e breedtegraad, vooral in de intertropische convergentiezone. Ze ontstaan niet te dicht aan de evenaar, doordat daar het corioliseffect te zwak is. Alle tropische depressies, dus ook tropische cyclonen, voldoen aan drie kenmerken: voldoende atmosferische convectie, een gesloten circulatie (dat wil zeggen: volledig rond en niet onderbroken door een front) en een warme kern: de warmste lucht bevindt zich in het oog van de depressie.
De term cycloon heeft betrekking op de cyclonale circulatie, de luchtstroming in dezelfde richting als de draairichting van de aarde. Dit is het geval bij lagedrukgebieden die dan ook wel cyclonen worden genoemd.

## Verschillende namen
Welke naam een tropische depressie met windsnelheden van 12 beaufort krijgt, is afhankelijk van de plaats waar zij de orkaandrempel overschrijdt.
- In het Nederlands spreekt men van orkaan of tropische cycloon.
- Voor een orkaan in het Middellandse Zeegebied wordt soms de naam medikaan (samentrekking van ‘mediterraans’ en ‘orkaan’) gebruikt.[1]
- In de Atlantische Oceaan en het oostelijke deel van de noordelijke Grote Oceaan worden ze hurricane genoemd. Het woord is afkomstig van Huracan, de naam van de god van de wind en vernietiging bij de Maya's in Mexico en Centraal-Amerika. Andere taalvarianten zijn ouragan in het Frans, huracán in het Spaans en ook het Nederlandse orkaan.
- In het westelijke deel van de noordelijke Grote Oceaan heten deze tropische stormen taifoen, in het Engels typhoon, in het Nederlands geschreven als tyfoon. Er komen daar ook tropische cyclonen voor met windsnelheden boven de 130 knopen (240 kilometer per uur), supertyfoons genaamd. De naam tyfoon heeft zijn mogelijke oorsprong in onder andere het Grieks, Portugees, Hindi en Perzisch. In het Kantonees betekent het grote wind.[2] Het woord tyfoon kan zowel als taifoen als tiefoon uitgesproken worden, het laatste is spellinguitspraak, wellicht onder invloed van woorden als telefoon.[3] Ook in andere talen komt deze spellinguitspraak voor: Spaans tifón, Frans typhon, tegen Duits Taifun.
- In Australië werd aan de westkust wel van willy-willies gesproken en aan de oostkust van queenies, maar tegenwoordig wordt hier veelal typhoon gebruikt. Een willy-willy is in de taal van de Aboriginals geen tropische cycloon maar een wind- of stofhoos (dust devil).
- In de Indische Oceaan en in de Golf van Bengalen hebben ze de algemene naam van tropische cycloon.

## Kenmerken

De structuur van een tropische cycloon op het noordelijk halfrond

Het opvallendste kenmerk van een tropische cycloon is het oog met de laagste luchtdruk en de grote windsnelheden rond dit centrum, terwijl de windsnelheid en bewolking in het oog gering zijn of niet aanwezig. Daarnaast is er zware regenval en kunnen stormvloeden in kustgebieden zware overstromingen veroorzaken. In tegenstelling tot stormen op gematigde breedte hebben tropische cyclonen geen front. De cycloon heeft een gesloten, concentrische circulatie. Deze geeft op satellietfoto's een spiraal- of schijfvormig beeld. Deze concentrische circulatie is in alle lagen van de aardatmosfeer aanwezig. Bij lagedrukgebieden van de gematigde zone kan de continuïteit van de circulatie worden onderbroken door fronten en is dan niet meer echt concentrisch. Hieruit volgt dat als een systeem gekenmerkt wordt door fronten, er geen sprake kan zijn van een tropische cycloon.
Een tropische cycloon heeft rond het centrum een hoge en brede wolkenmuur (Engels: eyewall) van cumulonimbiwolken met aan de bovenzijde naar buiten uitwaaierende wolkenbanden en hoge cirrusschermen. Deze muur ontstaat door convectie. Dit is een zichzelf stimulerend fenomeen van het verdampen en condenseren van relatief warm zeewater. Zeewater verdampt en stijgt op. Deze damp condenseert (het gaat regenen) en daarbij komt energie vrij. Deze energie doet de lucht opstijgen, waardoor de luchtdruk daalt, de nog aanwezige waterdamp afkoelt en condenseert. Door de dalende luchtdruk wordt vochtige lucht uit de omgeving aangezogen. Deze condenseert (het gaat harder regenen) en er komt energie vrij, waardoor de luchtdruk verder daalt (het gaat harder waaien).

## Schaal van Saffir en Simpson en nomenclatuur

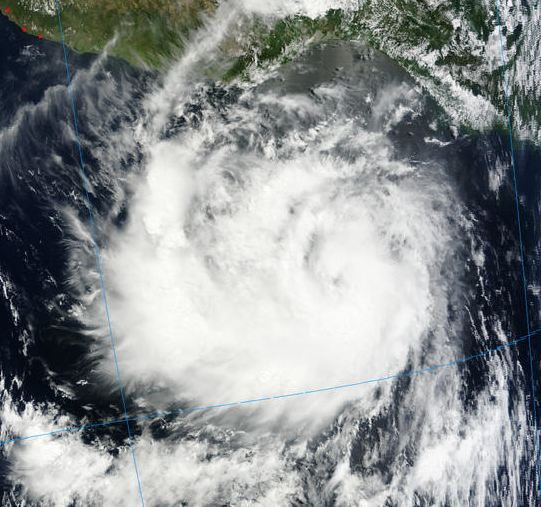
Orkaan Celia vanuit de ruimte gezien

De meteorologie hanteert de schaal van Saffir en Simpson om orkanen naar hun kracht in te delen. Alle tropische cyclonen zijn gevaarlijk, maar sommige zijn gevaarlijker dan andere. Daarom is er een classificatie ontwikkeld om onderscheid te kunnen maken tussen bijvoorbeeld krachtige en verwoestende orkanen en om zich beter op de te verwachten schade te kunnen voorbereiden. De schaal werd opgesteld in 1968 door consultant Herbert Saffir, gespecialiseerd in stormschade aan gebouwen, en Bob Simpson, directeur van het National Hurricane Centre.
Echter niet overal wordt de schaal van Saffir en Simpson gebruikt; in Australië is een vijfpuntige schaal in gebruik, die cyclonen classificeert op basis van windstoten in plaats van de doorstaande wind en kracht.
Hier een overzicht van de schaal van Saffir en Simpson:
| Klasse | Windsnelheden (km/h) | Benaming  | Schade       |
| ------ | -------------------- | --------- | ------------ |
| TD     | < 62                 | Depressie | -            |
| TS     | 063 – 118            | Storm     | -            |
| S-1    | 119 – 154            | Orkaan    | Licht        |
| S-2    | 155 – 178            | Orkaan    | Matig        |
| S-3    | 179 – 210            | Orkaan    | Uitgebreid   |
| S-4    | 211 – 250            | Orkaan    | Extreem      |
| S-5    | > 250                | Orkaan    | Catastrofaal |

| Stormvloeden | Stormvloeden             | Stormvloeden                                                                                                |
| Klasse       | Hoogte boven normaal (m) | Schade |
| ------------ | ------------------------ | --- |
| 1            | 1,2 – 1,6                | Licht |
| 2            | 1,7 – 2,5                | Dak- en vensterschade en belangrijke schade aan bomen en gewassen                                           |
| 3            | 2,6 – 3,7                | Grote vernielingen aan gebouwen                                                                             |
| 4            | 3,8 – 5,4                | Daken weggeblazen, veel waterschade op de begane grond van gebouwen aan de kust                             |
| 5            | > 5,4                    | Catastrofaal. Grote schade aan gebouwen. Vrijwel alle daken weggeblazen, evenals kleinere lichtere bouwsels |

## Orkaanseizoen
Op het noordelijk halfrond komen de meeste tropische cyclonen op in de maanden augustus, september en oktober. Het officiële Atlantisch orkaanseizoen loopt van 1 juni tot 30 november. Het seizoen wordt ten eerste ingeperkt door het voorhanden zijn van warm zeewater, een zeewatertemperatuur van ten minste 27 graden Celsius is een goede voedingsbodem voor tropische cyclonen. Maar deze eis bleek in 2005 niet zo hard te zijn als wel werd gedacht; Vince, Delta, Epsilon en Zeta ontwikkelden zich bij zeewater van 21 tot 23 graden. Vince en Epsilon groeiden zelfs uit tot een orkaan en ook Delta en Zeta waren geen minimale tropische stormen. Ten tweede wordt het seizoen beperkt door de aanwezigheid van windstilte ten noorden van de evenaar. Waar het wateroppervlak het warmst is, ontstaat een doldrum. Aan het eind van de zomer vormen zich vaak doldrums in de Caribische Zee, ten westen van Mexico, en in de buurt van de Filipijnen. De passaatwinden ontmoeten elkaar bij een doldrum, doordat het een gordel is van lage druk, vanwaar de aangezogen lucht opstijgt. Als er een doldrum ten noorden van de evenaar ontstaat, ontmoet de zuidoost passaat de noordoostpassaat niet op de evenaar. De zuidoostpassaat klapt dan als hij de evenaar overschrijdt om in een zuidwestpassaat. Als zij elkaar ontmoeten, kan dit het corioliseffect doen beginnen, doordat beide passaatwinden een hoek van 180 graden maken in plaats van 90 graden, wanneer zij elkaar op de evenaar zouden ontmoeten. Een derde oorzaak waardoor tropische cyclonen in de winter veel zeldzamer zijn is de straalstroom en andere stromingen in de atmosfeer, deze ruïneren de delicate structuur van een tropische cycloon. Ook voor delen van de Stille Oceaan en voor het noorden van de Indische Oceaan geldt dit orkaanseizoen, maar er zijn ook gebieden waar cyclonen het hele jaar door kunnen voorkomen en ontstaan.

## Schade door orkanen
De meeste schade wordt veroorzaakt op het moment dat de subtropische cyclonen de kust bereiken. De slachtoffers vallen vooral door vloedgolven, die tot zes meter hoog kunnen worden. Inhammen kunnen het vloedgolfeffect nog versterken: de Bathurst Bay Hurricane veroorzaakte in 1899 in de gelijknamige baai in Australië een opzet van 13 m.
Als record voor het aantal slachtoffers gold lange tijd de cycloon van 7 oktober 1737 in de Golf van Bengalen, waarbij meer dan een kwart miljoen slachtoffers te betreuren waren. Inmiddels is men van mening dat de Cycloon Bhola in Bangladesh uit 1970 daar niet voor onderdeed; sommige bronnen schatten het aantal doden bij die catastrofe zelfs op 300.000.
Ook als de schade in het kustgebied gering is, kan overvloedige neerslag meer landinwaarts plotseling opkomende overstromingen teweegbrengen. Soms komen neerslaghoeveelheden voor van 750 mm, dat is evenveel als er in Nederland in een heel jaar valt. De neerslag vormt bij alle tropische stormen die het land optrekken, een even grote bedreiging. Boven zee treden extreem hoge golven op, bijvoorbeeld 30 m bij de orkaan Luis uit 1995. Behalve dat er door de wind hoge golven ontstaan, wordt het zeewater door de zeer lage atmosferische drukken in het centrum van een orkaan ook nog eens wat omhoog gezogen ten opzichte van het normale evenwichtsniveau.
In de laatste decennia (tot 2003) eisen de tropische cyclonen vooral een hoge tol in bijvoorbeeld Bangladesh, waar vloedgolven makkelijk ver het land kunnen binnendringen en de infrastructuur ontbreekt om de bevolking te beschermen, te evacueren of tijdig te waarschuwen. In de Verenigde Staten viel het aantal slachtoffers de laatste decennia mee. Deels komt dit door tijdiger signalering dankzij weersatellieten, nauwkeuriger verwachtingen, effectievere berichtgeving, tijdiger evacuaties, een beter voorbereid publiek en een professioneler calamiteitenmanagement door de Amerikaanse overheid. Daarnaast is er sprake van toeval of, zo men wil, geluk: naar verhouding weinig belangrijke orkanen trokken in dichtbevolkte streken het land op. Door de sterke groei van de bevolking langs de Amerikaanse oostkust en de complexiteit van een evacuatie, is ook in de Verenigde Staten een ramp in de toekomst toch niet uit te sluiten.
Op 20 oktober 2004 werd Japan geraakt door een van de zwaarste taifoens uit de laatste decennia.
Op 29 augustus 2005 richtte de orkaan Katrina zeer veel schade aan in de Amerikaanse staten Louisiana, Alabama en Mississippi. Vooral zwaar getroffen waren de steden Biloxi, New Orleans en Mobile. Meer dan een miljoen mensen zaten zonder stroom en in Biloxi alleen maakten de eerste berichten gewag van meer dan 80 doden. Een week na de ramp was de toestand in het gebied nog steeds totaal ontregeld met een groot stuk van de stad New Orleans dat nog steeds onder water stond. Het totaal aantal doden door deze orkaan beliep enkele honderden tot ca. 1000.

## Verloop

### Ontstaan
Het ontstaan van een orkaan of tropische storm is een proces dat nog niet helemaal duidelijk is.
Convectie boven warm oceaanwater is de belangrijkste energiebron van een tropische depressie. Eenmaal boven land wordt de kracht snel minder. Stijgt de windsnelheid waarmee een tropische depressie gepaard gaat boven windkracht 8, dan spreekt men van een tropische storm en krijgt deze een naam. Als een tropische storm 64 knopen (windkracht 12) bereikt, dan verandert de naam van deze entiteit, afhankelijk van de locatie op aarde.
Gerekend over de gehele aardbol zijn er elk jaar 80-90 tropische stormen; ongeveer 2 op de 3 stormen ontwikkelen zich tot een orkaan. Op de Noord-Atlantische Oceaan loopt het aantal tropische stormen per jaar uiteen van 4 (1982) tot 21 (1936); gemiddeld zijn het er ongeveer 10.
Sommige, naar het noorden afgebogen, tropische cyclonen komen terecht in de westelijke stroming van de gematigde breedten. Ze gaan dan over in een normale depressie en worden in de richting van Europa gevoerd. Voor zover bekend maakte een tropische cycloon slechts eenmaal de oceaanoversteek af en kwam terecht aan de Ierse westkust, waar hij veel schade aanrichtte; dat was Debbie in 1961. In Westelijk Europa wordt gemiddeld eens per jaar een ex-cycloon gesignaleerd; vaak gaat het dan om actieve depressies die veel regen en wind meebrengen.
In de zuidelijke Atlantische Oceaan zijn cyclonen of tropische stormen zeldzaam, bovendien zijn ze zwakker dan die ten noorden van de evenaar. Dit wordt misschien veroorzaakt door een lagere temperatuur van het oceaanwater. Westelijk van Afrika stroomt de vrij koude Benguelastroom naar het noorden, verder noordwaarts wordt deze (als zuid-equatoriale stroming) door het Zuid-Atlantisch hogedrukgebied in noordwest- tot westelijke richting afgebogen. Ook is de bovenlucht stabieler door het optreden van windschering. Door dezelfde oorzaak heeft het eiland Ascension, hoewel het in de tropen ligt, een woestijnklimaat.

### Ontwikkeling

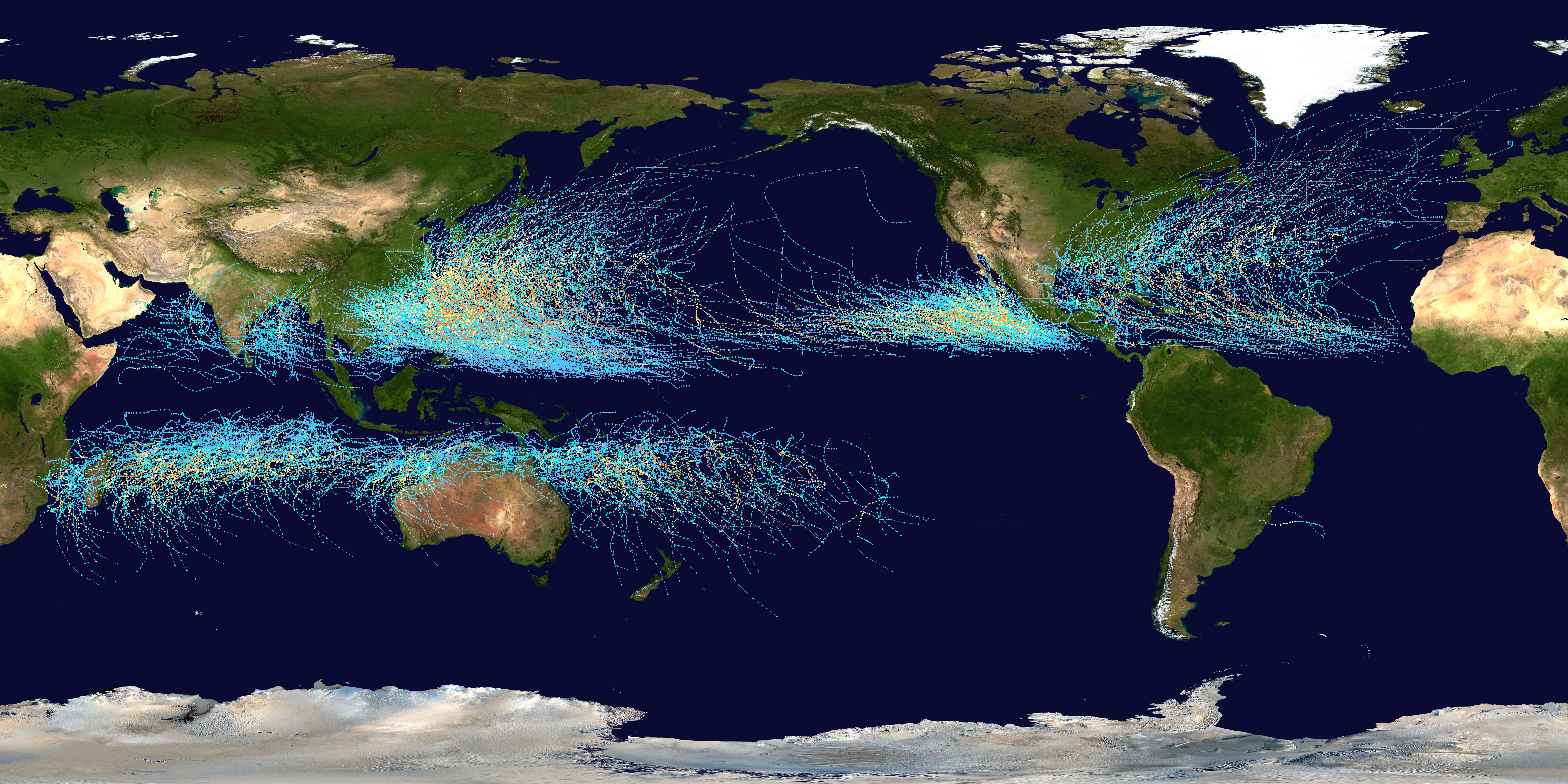
Routes van alle tropische cyclonen in de periode 1985-2005

Tropische orkanen zijn kleinschaliger dan de hoge- en lagedrukgebieden van de gematigde breedten; ze hebben een doorsnede van 500-1500 km. De orkaanwinden doen zich uitsluitend voor rond de kern. Deze beslaat slechts 1-4 procent van de totale omvang. De levensduur bedraagt gewoonlijk 5-10 dagen, maar is soms veel langer. In 2002 had Kyle een levensduur van 22 dagen; Ginger hield het in 1971 28 dagen vol.
De meeste tropische orkanen komen tot ontwikkeling in een gebied tussen 5 en 20 graden noorder- of zuiderbreedte. Verder van de evenaar weg is het zeewater te koud; hierboven is al gemeld dat dit bij voorkeur 26 graden moet zijn of warmer. De orkaan moet ook voldoende nieuwe warme lucht van boven zee kunnen aanzuigen. Verdampend zeewater is namelijk een belangrijke bron van energie voor een orkaan; evenals de condensatiewarmte die vrij komt in de zware buien in de buurt van het centrum van de orkaan.
Het corioliseffect in de atmosfeer dat optreedt als gevolg van het roteren van de aarde speelt een belangrijke rol bij het ontstaan van cyclonen en daardoor komen cyclonen niet dicht bij de evenaar; hoe dichter bij de evenaar hoe zwakker het corioliseffect in de atmosfeer, en op de evenaar zelf is het nul. Om tropische cyclonen tot ontwikkeling te laten komen moet verder de atmosfeer boven de tropische oceaan voldoende onstabiel zijn, zonder dat de wind er te veel verandert met de hoogte. In de Middellandse Zee, Perzische Golf en Rode Zee, die 's zomers tot boven de 26 graden opwarmen, ontstaan geen cyclonen. Deze gebieden worden gekenmerkt door op hoogte dalende luchtmassa's doordat de warme lucht die in de tropen opstijgt naar het noorden wegvloeit en ergens weer begint te dalen. Deze windschering gaat het ontstaan van cyclonen tegen. De bovenlucht is er relatief warm en dus te stabiel. Cyclonen ontstaan niet uit het niets; er moeten in de buurt van het aardoppervlak al storingen aanwezig zijn zoals een complex zware onweersbuien of zogeheten 'easterly waves', die onder gunstige voorwaarden eventueel uit kunnen groeien tot een tropische storm. Voor de hurricanes in het Caraïbische gebied geldt dat die storingen meestal afkomstig zijn uit Afrika; ze drijven al ontwikkelend met de noordoostpassaat - ten zuiden van het subtropisch hogedrukgebied bij de Azoren langs - de Atlantische Oceaan over. Deze stroming drijft ze naar het Caraïbische gebied, waar ze over de eilanden kunnen razen, aan land kunnen gaan of naar het noorden afbuigen. Boven land neemt de windsnelheid door wrijving enigszins af, na enkele uren boven land begint de orkaan in kracht af te nemen; hij raakt dan namelijk afgesneden van zijn belangrijkste energiebron: het warme zeewater.

### Restanten
Als een tropische cycloon (onafhankelijk van welke sterkte) zijn tropische kenmerken verliest (convectie en gesloten, concentrische circulatie), dan valt de depressie meteorologisch niet meer onder tropisch weer en de meteorologen van bijvoorbeeld het National Hurricane Center staken het uitgeven hun waarschuwingen over dat systeem. Zo'n ex-tropische cycloon wordt dan aangeduid met de term extra-tropische cycloon. Eigenlijk wil dit alleen zeggen dat het niet meer om een tropische cycloon gaat. Niet iedere depressie van de gematigde zone is een extra-tropische cycloon, veel depressies ontstaan zonder dat ze eerst een cycloon waren. De status extra-tropische cycloon hoeft niets te zeggen over het potentieel gevaar van zo'n depressie; een extra-tropische cycloon kan nog steeds respectabele orkaanwinden hebben en heel veel regenval, zoals Orkaan Karl in 2004. Extra-tropische cyclonen worden in hun eindfase vaak meegenomen door de westenwinden, de straalstroom. Als zij door de straalstroom worden gegrepen, zwakken zij af, doordat de structuur van het systeem wordt aangetast. De voor een cycloon noodzakelijke convectie is een verticaal bewegen van lucht, die snel moet worden afgevoerd als door een schoorsteen. De straalstroom (of een andere sterke luchtstroming in de atmosfeer) verstopt deze schoorsteen. Dit fenomeen wordt in het Engels windshear genoemd. Een voormalige orkaan neemt veel energie en warmte mee en kan daarmee een andere depressie voeden. Dat kan leiden tot veel neerslag en stormachtige winden. Blijft dit lagedrukgebied ten westen van Europa dan kan het hier zorgen voor een zuidelijke luchtstroming en wordt het warm (na)zomerweer, zoals in de herfst van 2005 gebeurde. In de herfst levert dat vaak een mooie periode op, eind september de oudewijvenzomer genaamd. Pas zodra de depressie verder trekt en onze kant op komt verslechtert het weer. De rekenmodellen waarop de weersverwachtingen zijn gebaseerd, hebben vaak moeite met orkaanrestanten, zodat de prognoses van dag tot dag kunnen veranderen.

## Oog

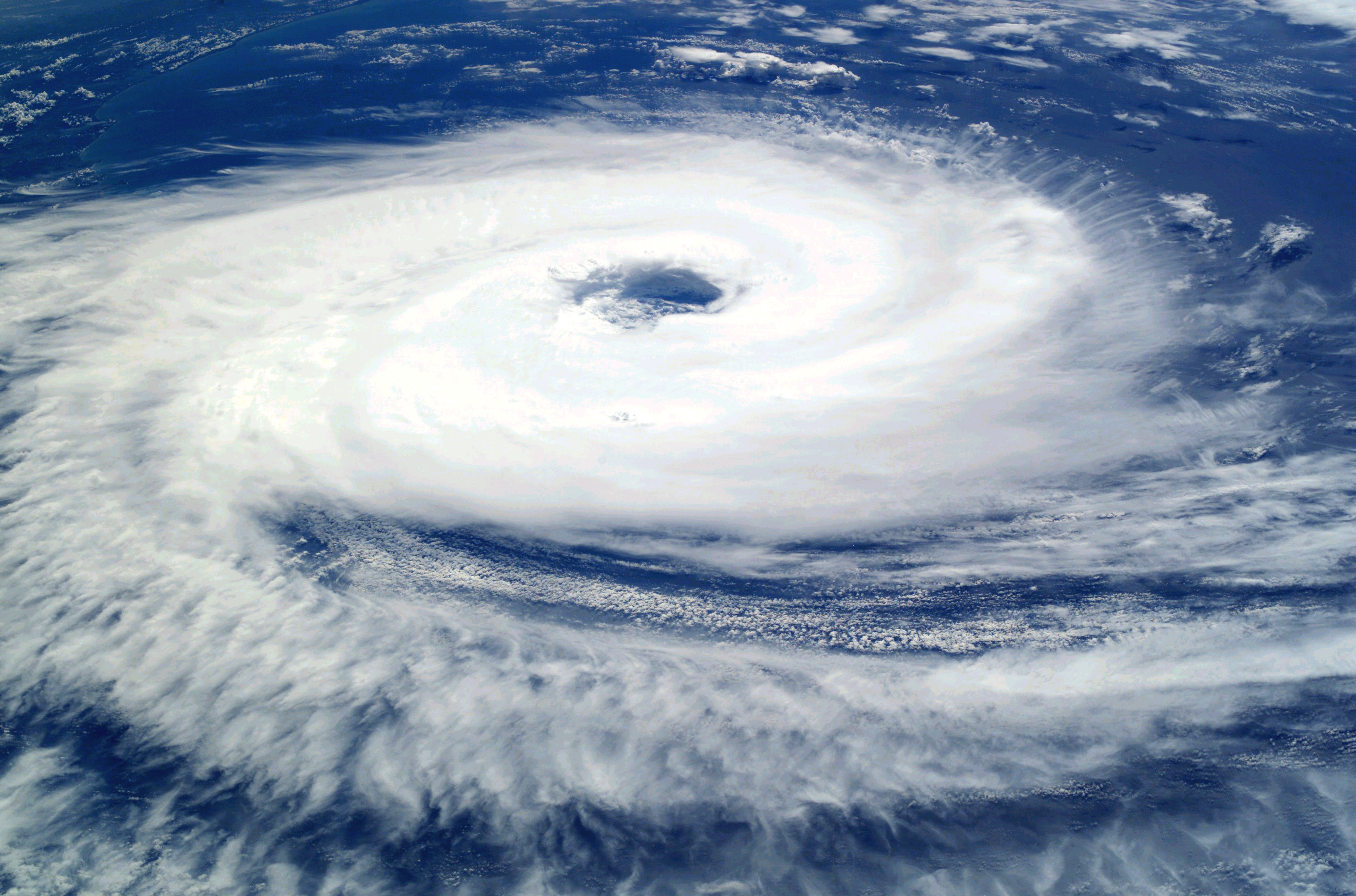
Orkaan Catarina in 2005, met een duidelijk zichtbaar oog. De richting waarin de cycloon draait, verraadt dat Catarina op het zuidelijk halfrond raasde

Een opvallend kenmerk van een tropische cycloon is het wolkenvrije oog waar dalende luchtbewegingen optreden. Het oog heeft een diameter van 30-50 km en is op satellietbeelden gewoonlijk goed te zien. De luchtdruk is in het oog het laagst. Rondom het oog bevindt zich een muur van actieve bewolking; daar gaat de lucht met snelheden van 100-150 km per uur omhoog. Aan het aardoppervlak direct onder de muur treden de hoogste windsnelheden op. Aan de bovenzijde op zo'n 18 km hoogte, stroomt de lucht met bewolking weer spiraalsgewijs naar buiten. Daardoor vormt er zich aan de bovenkant van de cycloon een kap van ijswolken, die eveneens op satellietbeelden markant zichtbaar is.
Direct buiten de wolkenmuur bevinden zich regenbanden die evenwijdig aan de wind naar het centrum toe lijken te spiraliseren. Deze banden zijn 5-50 km breed en 100-300 km lang. Ze veroorzaken neerslagintensiteiten van 25 mm per uur of meer over een klein oppervlak, ongeveer 10% van het totale gebied waar de cycloon het laat regenen.
Wie zich in een cycloon bevindt merkt dat het oog overtrekt aan de plotseling afnemende wind, en de zon die ineens door de wolken breekt. Dit duurt hooguit een uur, waarna de orkaan met volle kracht uit de andere richting zal blazen. Op zee is een oog zeer gevaarlijk vanwege de hoge golven die uit alle richtingen komen.

## Namen van stormen
In de Tweede Wereldoorlog kregen tropische cyclonen een letter als herkenningsnaam, maar bij telegrafische berichten bestond de kans op misverstanden. Daarom is men vanaf het orkaanseizoen 1950 overgeschakeld op het gebruik van meisjesnamen. Tegenwoordig is dit om de beurt een meisjes- en een jongensnaam volgens van tevoren per gebied in alfabetische volgorde opgestelde lijsten.
Tropische stormen en cyclonen worden officieel benoemd sinds 1945 en de namen worden zodanig gekozen dat bij prognoses en waarschuwingen ze communicatie vergemakkelijken tussen meteorologen en het publiek. Namen verminderen ook verwarring ten aanzien van welke storm wordt beschreven, aangezien meer dan één storm in dezelfde regio op hetzelfde moment kan voorkomen.
Het bekendst zijn de jongens- en meisjesnamen, maar in landen als Korea, Thailand, Vietnam, China en Japan worden historische namen van goden gebruikt, zoals Prapiroon (regengod), Wukong (apenkoning) of Dianmu (moeder van de bliksem).
Orkanen in het Caraïbische gebied werden een aantal eeuwen lang aangeduid met de naam van de heilige van de dag waarop de orkaan optrad. Zo werd Puerto Rico op 26 juli 1825 aan het begin van een vroeg seizoen getroffen door de verwoestende orkaan Santa Ana (naar Sint Anna), op 13 september 1876 door de San Felipe-orkaan (naar Sint Phillippus) en op 8 augustus 1899 door de Sint Cyriacus-orkaan. Toen er in 1928, weer op 13 september, opnieuw een orkaan toesloeg, werd die San Felipe 2.
Na de heiligennamen kwamen de geografische coördinaten in gebruik, maar deze praktijk vertraagde de communicatie en gaf aanleiding tot veel fouten in de berichtgeving.
De Australische meteoroloog Clement Wragge gebruikte aan het eind van de 19e eeuw als eerste meisjesnamen voor tropische stormen. In de Tweede Wereldoorlog werd dat gebruik van meisjesnamen in alfabetische volgorde de normale praktijk in het Caraïbische gebied. Elke tropische depressie met ten minste windkracht 8 krijgt een eigen naam. In 1978 deden, na protest uit het feministische kamp, voor het eerst jongensnamen hun intrede, aanvankelijk alleen in het gebied van de Stille Oceaan voor de Amerikaanse westkust, een jaar later ook op de Atlantische Oceaan en in de Golf van Mexico.
Voor de Atlantische stormen heeft de Wereld Meteorologische Organisatie zes namenlijsten van telkens 21 namen opgesteld; om de zes jaar komen dezelfde namen dus weer terug. Het is een alfabetische lijst met alternerend een vrouwelijke en een mannelijke naam. De letters Q, U, X, Y en Z worden niet gebruikt omdat er te weinig namen zijn.
De naam van verwoestende orkanen die geschiedenis hebben geschreven en die men zich nog generaties lang kan heugen wordt van de lijst afgevoerd en vervangen door een nieuwe. Sinds 1954 is dat 67 keer gebeurd. De recentste voorbeelden zijn Dennis, Katrina, Rita, Stan en Wilma uit 2005, Charley, Frances, Ivan en Jeanne uit 2004, Fabian, Isabel en Juan uit 2003 en Isodore en Lili uit 2002. Om politieke redenen is ook de naam Adolph geschrapt, net als de naam Israël.

## Subtropische cyclonen
Soms gebeurt het, dat een gewone depressie, een depressie van de gematigde zone, terechtkomt in bijzondere omstandigheden en tropische kenmerken gaat vertonen (convectie en gesloten concentrische circulatie). Zij vertoont dan zowel kenmerken van een gewone, als van een tropische depressie. In dat geval spreekt men van een subtropische cycloon. Een subtropische cycloon kan een subtropische storm worden. In de nomenclatuur wordt een subtropische storm net zo behandeld als een tropische storm. Als een subtropische cycloon zijn niet-tropische kenmerken verliest, wordt het een gewone tropische storm.

## Voorbeelden van orkanen
- Sint Cyriacus-orkaan (1899)
- Galveston (1900)
- Camille (1969)
- Gilbert (1988)
- Andrew (1992)
- Mitch (1998)
- Galifo (2004)
- Ivan (2004)
- Katrina (2005)
- Rita (2005)
- Stan (2005)
- Wilma (2005)
- Ioke (2006)
- Nargis (2008)
- Gustav (2008)
- Ike (2008)
- Omar (2008)
- Irene (2011)
- Sandy (2012)
- Haiyan (2013)
- Matthew (2016)
- Maria (2017)
- Irma (2017)
- Ophelia (2017)
- Idai (2019)
- Dorian (2019)